# Vekselstrøm
Vekselstrøm (engelsk AC – Alternating Current) er en elektrisk strøm, der periodisk veksler i styrke og polaritet.
I én periode vokser strømmen fra nul til en positiv maksimalværdi, aftager herefter atter til nul, falder så videre til en negativ minimalværdi og vokser herefter tilbage til nul.
Antallet af perioder per sekund kaldes vekselstrømmens frekvens og måles i hertz: (svingninger pr sekund). I det elektriske distributionsnet i Europa bruges 50 hertz.
En af fordelene ved vekselstrøm er, at højspændingen i det elektriske energiforsyningsnet uden større tab kan transformeres til "Lavspændingsvekselstrøm", der bruges i distributionsnettet, ved hjælp af en transformator. 
Højspænding er fordelagtig i forsyningsnettet, for at mindske kablernes strøm, og dermed kablernes nødvendige tværsnitsareal- For en given effektkapacitet, er strømmen omvendt proportional med spændingen. Se Ohms lov
Lavspænding er fordelagtig i distributionsnettet, da den kræver mindre isolering og er mindre farlig for forbrugerne. 
Følgende illustration viser, hvordan spændingen bevæger sig mellem positiv og negativ for en 230 volt installation. 
Spændingen svinger mellem den maksimale værdi, 325 volt, i positiv og negativ retning. Denne maksimale spænding kaldes "spidsværdien".
Spændingen 230 volt er den såkaldte "effektivværdi".

De lodrette streger viser inddelingen i perioder. I en normal 230 volt installation er der 50 perioder pr. sekund (50 hertz).
I flyvemaskiner anvendes 400 hertz for at opnå en bedre mætningsgrad. Dette giver f.eks. hurtigere og lettere brændstofpumper.
Nikola Tesla var yderst aktiv for at indføre vekselstrømsnettet i 1880'erne. Han måtte opfinde forskellige vekselstrømsmaskiner (elektromotorer og generatorer) for at overbevise folk om fordelene ved vekselstrøm. Anvendelse af jævnstrøm er teoretisk simplere, og jævnstrømsmaskiner (elektromotorer og generatorer) var allerede opfundet. Thomas Edison stod på spring for at indføre jævnstrømsnettet. 